# De teerputten van Tollembeek
De teerputten van Tollembeek is het 142ste album van de Vlaamse stripreeks De avonturen van Urbanus en verscheen in 2011 in België. De tekenaar is Linthout en het verhaal is geschreven door Urbanus.

## Verhaal
De Hittentitten hebben Nabuko Donosor gerepareerd: zijn hoofd zit nu aan zijn lijf vast en als gewone hond ziet Urbanus hem niet meer staan. Die heeft zijn handen echter vol: zijn aartsvijand Leentje is teruggekeerd en maakt hem het leven zuur. En wanneer ze merkt dat Nabuko aan zijn lot wordt overgelaten, palmt Leentje hem helemaal in en samen smeden ze snode plannen om wraak te nemen op Urbanus.

## Culturele Verwijzingen
- Als Nabuko Donosor en Leentje in een luchtbel geraken onder de teerput zie je een geraamte van 'De Rotte Ridder' liggen. Dat verwijst naar Johan, het hoofdpersonage uit de stripreeks De Rode Ridder.
- In dit album keren de 'Hittentitten' terug uit: De Hittentitten zien het niet zitten.
- Leentje komt terug uit het album In de ban van de spin.
- In dit album blijkt dat Urbanus een collectie heeft van de stripreeks Jommeke